# Округ Гилмер (Џорџија)
Округ Гилмер (енгл. Gilmer County) је округ у америчкој савезној држави Џорџија.

## Демографија
По попису из 2010. године број становника је 28.292, што је 4.836 (20,6%) становника више него 2000. године.
| Група             | 2000.          | 2010.          |
| Белци             | 21.287 (90,8%) | 25.078 (88,6%) |
| Афроамериканци    | 63 (0,3%)      | 135 (0,5%)     |
| Азијати           | 55 (0,2%)      | 74 (0,3%)      |
| Хиспаноамериканци | 1.815 (7,7%)   | 2.677 (9,5%)   |
| Укупно            | 23.456         | 28.292         |